# Diego Nadaya
Diego Fernando Nadaya (Cordoba, 15 settembre 1989) è un ex calciatore argentino, di ruolo attaccante.

## Carriera
Nelle stagioni 2008-2009 e 2009-2010 ha giocato nella seconda divisione argentina con la maglia dell'Instituto (C), con cui nell'arco del biennio ha totalizzato 16 presenze e segnato una rete; nella seconda parte della stagione 2009-2010 si è poi trasferito alla Platense, con cui ha messo a segno altre 5 reti in 17 presenze nella medesima categoria.
Nella stagione 2010-2011 veste invece la maglia del San Martín (SJ), con cui gioca 5 partite nella seconda divisione argentina; a stagione in corso si trasferisce ai peruviani dell'Univ. San Martín, con cui termina l'annata segnando 5 reti in 15 presenze nella prima divisione peruviana ed esordendo in Coppa Libertadores, competizione nella quale gioca 2 partite, entrambe subentrando dalla panchina. L'anno seguente è invece all'Olmedo, club con cui segna un gol in 10 presenze nella prima divisione dell'Ecuador. Nell'estate del 2012 si trasferisce in Europa, ai greci dell'Olympiakos Volos, con i quali nella stagione 2012-2013 segna 3 gol in 15 presenze nella seconda divisione greca; nella stagione 2013-2014 gioca invece nuovamente nella seconda divisione argentina, all'Almirante Brown, con cui totalizza 26 presenze e 3 reti.
Nel 2014 ha una breve esperienza in India, nel Mumbai City, con la cui maglia gioca 2 partite nella Indian Super League 2014; l'anno seguente viene invece tesserato dall'Independiente Rivadavia, con cui gioca 5 partite senza mai segnare nella seconda divisione argentina ed una partita in Copa Argentina.
Nel 2015 si è trasferito nell'Amicale, squadra di Vanuatu; qui, ha vinto il campionato locale ed ha giocato 3 partite, tutte da titolare, nella fase a gironi della OFC Champions League, nelle quali ha anche segnato una rete (il 10 aprile 2016, nella prima giornata della fase a gironi, vinta per 3-0 sul campo del Toti City).

## Palmarès

### Club

#### Competizioni nazionali
- Campionato di Vanuatu: 1

Amicale: 2015